# 11141 Їндравальтер
11141 Їндравальтер (11141 Jindrawalter) — астероїд головного поясу, відкритий 12 січня 1997 року.
Тіссеранів параметр щодо Юпітера — 3,304.